# Хорошков, Данил Андреевич
Данил Андре́евич Хорошков (род. 24 декабря 2001, Бузулук, Оренбургская область, Россия) — российский футболист, защитник.

## Карьера
Воспитанник «Оренбурга». За основную команду в Премьер-лиге дебютировал 5 июля 2020 года в матче против «Рубина» (0:1), заменив на 88-й минуте Фёдора Черных. Также выступал за фарм-клуб. В 2024 году защищал цвета клуба «Уралец-ТС».

## Достижения
- Серебряный призёр Первой лиги: 2020/21